# Clădirea stației de pompare a primului în republică sistem de irigare a solului (Caragaș)
Clădirea stației de pompare a primului în republică sistem de irigare a solului este o clădire amplasată în Caragaș, Unitățile Administrativ-Teritoriale din Stînga Nistrului, Republica Moldova. Este un monument istoric de importanță națională inclus în Registrul monumentelor Republicii Moldova ocrotite de stat cu nr. 1292 (raionul Slobozia). Datează din 1930.